# 中部学院大学短期大学部
中部学院大学短期大学部（日语：／ Chubu Gakuin Daigaku Tanki Daigakubu *）是一所位于日本岐阜县关市的私立短期大学。前中部女子短期大学（日语：／ Chubu Joshi Tanki Daigaku *）。

## 概要

### 简介
- 学校最早可以追溯到1918年[1]。短期大学为于1967年开办[1]、由学校法人岐阜济美学院经营、来源于基督教思想[2]。男女同校[3]开始招収男学生从1999年[1]。

### 历史
- 1967年 岐阜济美学院短期大学成立并同时设置两个学科即英文科、幼儿教育科[1]。
- 1968年 第三部（白天定时制）成立于幼儿教育科[1]。
- 1970年 改校名为中部女子短期大学部[1]。
- 1972年 两个学科变更为[1]。
  - 英文科→英文学科
  - 幼儿教育科→幼儿教育学科
- 1973年 初等教育学科成立[1]。
- 1982年 幼儿教育学科第三部（白天定时制）招生最后、次年停止招生（停办于1984年）[1]。
- 1983年 商学科成立[1]。
- 1989年 专科福利专攻成立[1]。
- 1994年 社会福利学科成立[1]。
- 1996年 两个学科即英文学科和初等教育学科各自招生最后、次年停止招生[1]（正式停办于1999年3月29日[1][4]）。
- 1999年 改校名为中部学院大学短期大学部。商学科变更为经营学科[1]。
- 2006年 经营学科变更为经营信息学科。
- 2007年 经营學科招生最后、次年停止招生（正式停办于2010年3月31日[4]）。

### 宪章
- 请参看中部学院大学短期大学部的标志 （页面存档备份，存于） （日語） 2014年1月27日阅览。

#### 吉祥物
- 请参看中部学院大学短期大学部的吉祥物[永久] （日語） 2014年1月27日阅览。

## 学校环境
- 关校区：在岐阜县关市
- 各务原校区：在岐阜县各务原市：已停办

## 历任校长
- 片桐孝：第一代短期大学校长[5]。
- 古田善伯：最后现在短期大学校长[6]

## 组织

### 学科
- 幼儿教育学科
- 社会福利学科

### 前学科
- 幼儿教育学科
  - 第一部[注 1]
  - 第三部[注 2]
- 英文学科[注 3]
- 初等教育学科[注 3]
- 经营信息学科[注 4]

### 专科
| - 福利专攻 |

### 业余课程
| - 没有 |

### 附属学校
| - 中部学院大学短期大学部附属幼儿园：成立于1973年 - 中部学院大学短期大学部附属桐之丘幼儿园：成立于1980年 |

### 附属机关
| - 图书馆 |

## 相关链接
- 日本短期大学列表
- 中部学院大学